# Мод Ферріз-Луз
Мод Ферріз-Луз (англ. Maude Farris-Luse; 21 січня 1887 року, Морлі, Ізабелла, Мічиган, США — 18 березня 2002 року, Колдвотер, Бранч, Мічиган, США) — американська супердовгожителька. Була найстарішою нині живою повністю верифікованою людиною в світі після смерті Марі Бремон 6 червня 2001 року до моменту своєї смерті 18 березня 2002 року у віці 115 років і 56 днів. Вона пережила своїх двох чоловіків та шість з семи своїх дітей.

## Життєпис
Мод Мюріель Девіс народилась 21 січня 1887 року в містечку Морлі, Ізабелла, Мічиган, США в сім'ї Франкліна Честера Девіса (1858–1920) та Аделли Дженкінз Девіс (1863–1950). Вона вийшла заміж за Джейсона Ферріза, фермера і робітника, в 1903 році. Їй було 16 років, а йому було 23 роки. Спочатку вони жили в місті Ангола, штат Індіана, а потім переїхали в Колдвотер, штат Мічиган, в 1923 році.
У Мод було семеро дітей: чотири сини і три дочки. Вона працювала на фабриці, покоївкою, пекарем і кухарем в ресторані. Вийшла на пенсію в 1970-х роках. Її чоловік, Джейсон Ферріз, помер у віці 72 років в 1951 році. Її другий шлюб з Волтером Лузом тривав всього три роки, закінчившись його смертю. У віці 93 років у неї лопнув апендикс, і її онуки боялися, що вона може померти. Мод жила в будинку для літніх людей з того часу, як в 1991 році впала вдома і зламала стегно, коли їй було 104 роки. Проживаючи в будинку для літніх людей вона мала відмінне здоров'я, пила молоко кожен день і їла всі страви в їдальні.
Мод ніколи не курила і не пила. Вона дуже любила ловити рибу. Вона не провела ні дня в лікарні до 95 років. В її більш пізні роки вона була відома як Мод Луз, юридично змінивши прізвище.
В 1997 році, у віці 110 років, Луз написала листа Жанні Кальман, найстарішій повністю верифікованій людині в історії. Кальман померла в тому ж році у віці 122 років і 164 днів.
Після смерті Марі Бремон 6 червня 2001 року, редактори Книги рекордів Гіннеса оголосили Луз найстарішою людиною в світі 23 червня 2001 року. За відсутності будь-якого свідоцтва про народження вони підтвердили її вік, використовуючи записи Бюро перепису населення США і її свідоцтво про шлюб 1903 року. 18 березня 2002 року Луз померла від пневмонії у віці 115 років і 56 днів, переживши шістьох з семи своїх дітей.
На момент її смерті в живих була лише одна з семи її дітей дочка Люсіль, яка померла через рік. У Мод також було 26 онуків, 85 праонуків і 65 прапраонуків.
Станом на серпень 2018 року Мод Ферріз-Луз входить в топ-100 найстаріших повністю верифікованих людей в світі (41 місце) і в список 100 найстаріших повністю верифікованих жінок в історії (38 місце).

## Довголіття в її сім'ї
У Мод була сестра, яка дожила до 99 років (двоє інших братів і сестер, мабуть, померли молодими). Її мати померла в 87 років, її батько був убитий у віці 62 років. Вона була зображена у віці 100 років на рідкісній сімейній фотографії п'яти поколінь, з кожним поколінням, розділеними рівно на 25 років. На знімку з нею її син Клер у віці 75 років, її онук Дональд у віці 50 років, її праонучка Сінді Колівер у віці 25 років і її праправнучка Мелорі, яка народилася на 100-річчя Мод. Її діти не успадкували її довголіття. Первісток помер у віці 82 років, всі інші померли у віці 77 років або менше. Її дочка Люсіль була єдиною хто пережив Мод. Вона багато хворіла і померла в наступному 2003 році у віці 75 років.